# دارگن
دارگن (به آلمانی: Dargen) یک شهر در آلمان است که در فرپومرن-گرایفسوالد واقع شده‌است. دارگن ۵۶۱ نفر جمعیت دارد.